# Poszetka

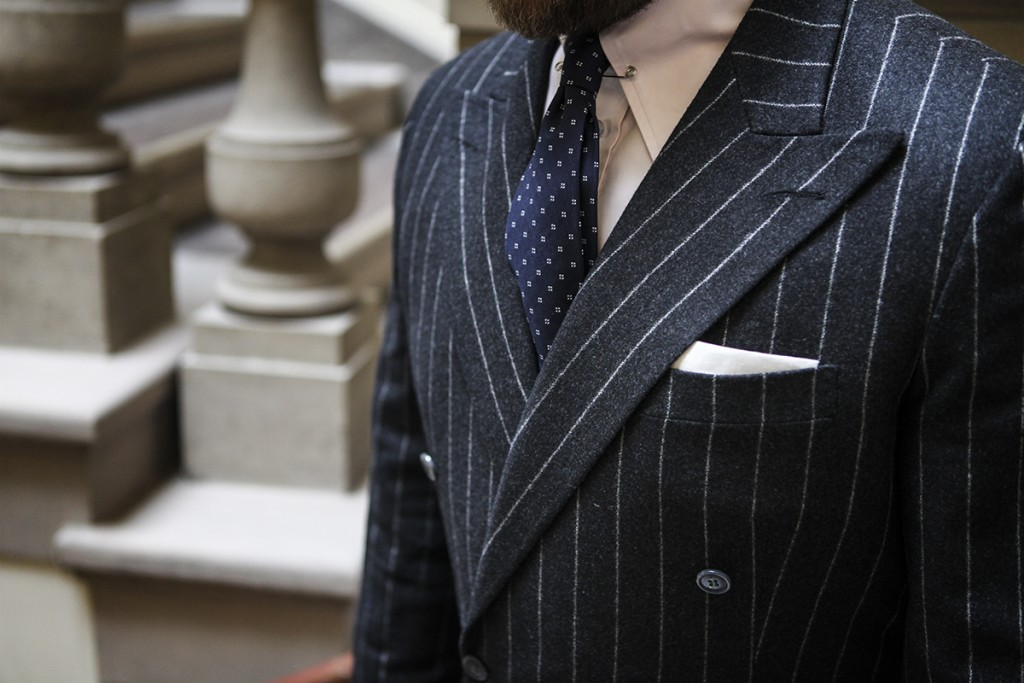
Biała poszetka w brustaszy, złożona techniką TV-fold, w garniturze w prążek.

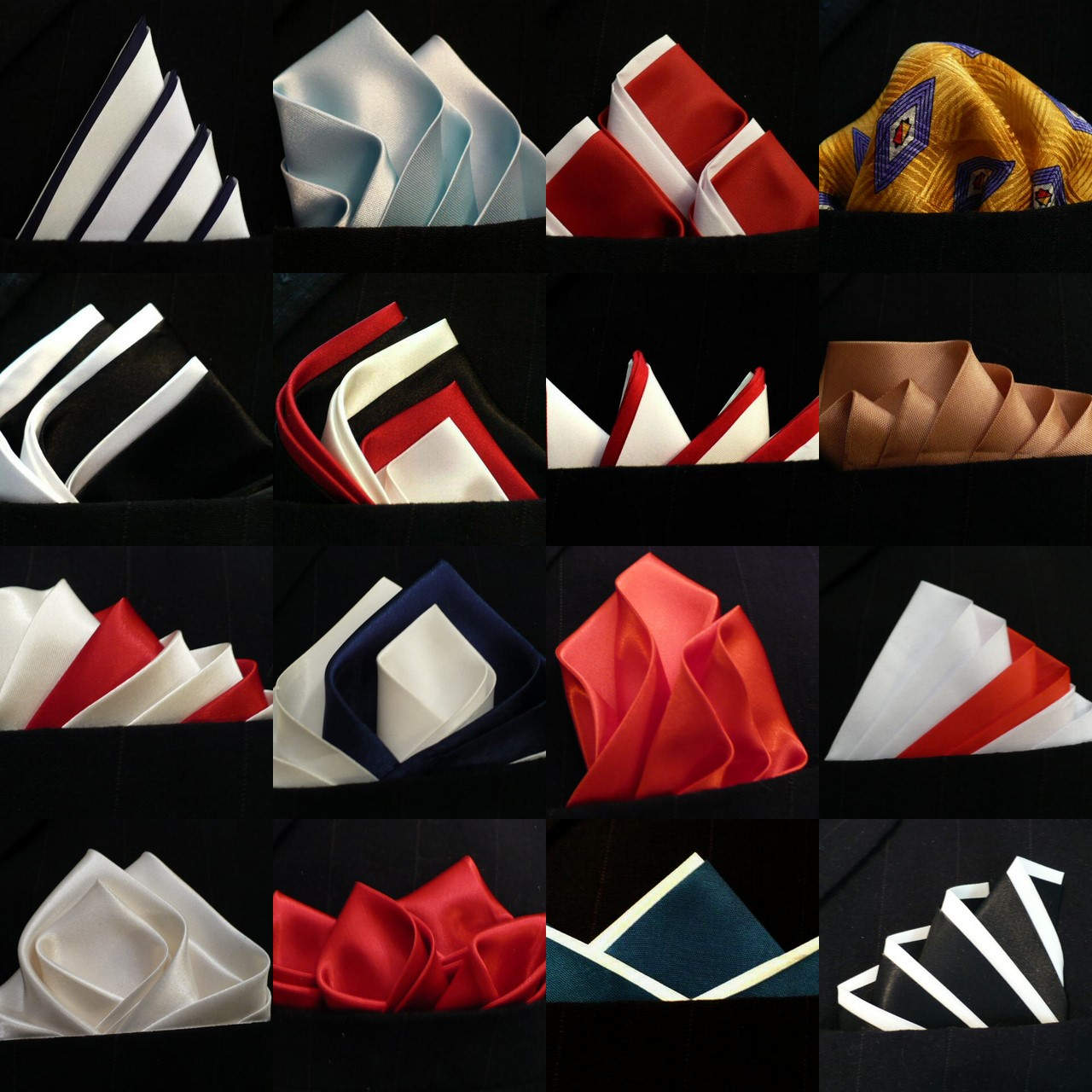
Przykłady ułożenia poszetki

Poszetka (fr. pochette) – ozdobna chusteczka wkładana do górnej kieszonki w marynarce (brustaszy), zwykle o wymiarach 35×35cm.

## Cechy i wykorzystanie
Poszetka biała, prostokątna, jest najczęściej wkładana do garnituru wizytowego lub smokingu. Poszetki kolorowe stosuje się najczęściej w tonacji zbliżonej, ale nie identycznej jak krawat. Wzorzyste poszetki wkłada się tylko wraz z krawatem gładkim. Wbrew panującemu przekonaniu, poszetka nie powinna być wykonana z tego samego materiału co krawat. Kolorowe nadają się na wyjścia w ciągu dnia; na ważne uroczystości zaleca się biel. Poszetkę białą składa się zwykle tak, by z brustaszy wystawał tylko niewielki rąbek (ang. TV-fold).

## Sposoby składania poszetki
Poszetkę można składać na kilka sposobów, na przykład:
- klasyczny – złożenie w prostokąt
- bufiasty – rogi poszetki są skierowane w dół
- cztery rogi – rogi poszetki są skierowane ku górze